# María Bernaldo de Quirós
Pour les articles homonymes, voir Bernaldo de Quiros et Quirós (homonymie).
María Bernaldo de Quirós (née le 26 mars 1898 à Madrid et morte le 26 septembre 1983) est une aviatrice espagnole, première femme de son pays à obtenir une licence de pilote.

## Biographie
María de la Salud Bernaldo de Quirós Bustillo est née le 26 mars 1898 à Madrid, fille de Rafael Bernaldo de Quirós y Mier y Consolación Bustillo y Mendoza, marquis de los Altares.
Elle apprend à piloter à la fin des années 1920 avec le commandant José Rodríguez y Díaz de Lecea (en) sur un de Havilland DH.60 Moth et obtient sa licence de pilote le 15 septembre 1928 (ou le 24 novembre en fonction des sources).
Elle meurt le 26 septembre 1983.